# Grand Theft Auto: Vice City
Grand Theft Auto: Vice City, noto anche come GTA: Vice City, è un videogioco action-adventure del 2002, sviluppato da Rockstar North e pubblicato da Rockstar Games per PlayStation 2, PlayStation 3, Xbox, PC, smartphone e tablet. Si tratta del quarto capitolo della celebre saga di videogiochi Grand Theft Auto.
È entrato nel Guinness dei primati come secondo gioco più venduto per PlayStation 2, con 9 milioni di copie a dicembre 2003.
Nel 2021 è uscita la rimasterizzazione del titolo all'interno della raccolta Grand Theft Auto: The Trilogy - The Definitive Edition.

## Trama
Vice City, 1986. Tommy Vercetti, soldato della potente famiglia mafiosa dei Forelli, radicata a Liberty City, torna in libertà dopo 15 anni di prigione scontati per l'accusa in concorso esterno nella strage di Harwood del 17 luglio 1971. La vicenda prese una piega peggiore del previsto: il bersaglio designato dal boss, Sonny Forelli, era falso e ad attendere l'ignaro Vercetti c'erano undici sicari assunti dalla sua stessa famiglia. Forelli aveva in realtà intenzione di prevenire col piombo un'eventuale ascesa al potere di Vercetti. Provvidenzialmente, lo scontro a fuoco di Harwood vede uscire Tommy vincitore, che però viene arrestato il giorno stesso dall'FIB. Il giudice Morton, colluso con Forelli, riuscirà a far condannare Tommy a soli quindici anni di reclusione per concorso esterno. Forelli evita così di destare sospetti in Tommy che, ignaro della cruda verità, non testimonia a favore della giustizia, restando fedele alla cosca mafiosa a cui sente di appartenere.
Quindici anni dopo, dunque, Tommy viene rilasciato, pronto a servire di nuovo la sua famiglia, seppur disilluso e dubbioso sulla vicenda che l'ha portato all'arresto. Forelli, che progetta di "espandersi verso sud", trova in Tommy l'uomo in grado di concludere un cospicuo affare di droga, per tenerlo così lontano dalla città di Liberty City, dove ha cattivissima fama ed è oramai conosciuto come il Macellaio di Harwood. Tommy, non avendo altra scelta e con pochi soldi in tasca, accetta l'incarico in trasferta a Vice City, lussureggiante città del sud e punto principe dei traffici di droga negli Stati Uniti.
Giunto in città insieme ad altri due uomini, Tommy conosce Ken Rosenberg, un avvocato tossicodipendente in perenne paranoia, unico contatto di Sonny a Vice City, il quale lo condurrà sul luogo dello scambio. I fratelli Vance, proficui fornitori di cocaina, venderebbero qui la droga a Tommy, fattorino dei Forelli con cui inizierebbe un commercio fino alla scalata al potere. L'incontro, però, non ha buon fine: tre uomini usciti allo scoperto, pesantemente armati e vestiti di nero sparano e uccidono Victor Vance davanti agli occhi del fratello, che riesce a fuggire con l'elicottero da cui osservava lo scambio. Tommy riesce invece a proteggersi sfruttando tempestivamente i due accompagnatori come ignari scudi umani e a saltare nell'auto di Rosenberg che parte seminando gli assalitori: la droga dei Vance e i soldi della famiglia Forelli si dissolvono così per mano di uno sconosciuto terzo incomodo. Tommy e Rosenberg sono soli, coscienti della furia dei Forelli che presto si avventerà su di loro.
Dopo aver alloggiato in un hotel, Tommy telefona a Sonny per raccontargli l'esito dell'incontro, il quale, infuriato per la perdita della droga e dei soldi, ne esige minaccioso la restituzione.
Aiutato da Rosenberg, Tommy, deciso a recuperare droga e soldi, comincia ad entrare nel giro della malavita di Vice City, conoscendo, tra gli altri, Juan Garcia Cortez, un colonnello ormai in pensione che traffica in tecnologie militari d'ogni sorta. Al Club Malibu, il locale più famoso e frequentato di Vice City, conosce poi Kent Paul, di origini inglesi, con diversi contatti nel campo della musica nonché manager dei Love Fist, noto gruppo hair metal scozzese. Prezioso aiuto monetario arriverà più tardi da altri personaggi di potere come Avery Carrington, proprietario terriero ed impresario edile texano avido di denaro.
Messo sulla pista giusta da Paul, Tommy uccide il narcotrafficante e sicario Leo Teal, arricchito e in costante lavoro dal giorno dello scambio andato male. Tutti i contatti a suo nome passano quindi a Tommy che si prodigherà anche come sicario a pagamento per uno sconosciuto contatto telefonico. Proprio nello scontro con Teal, Tommy incontra Lance Vance, l'altra parte dello scambio anch'egli sopravvissuto, senza un briciolo di denaro e credibilità. Inizia così tra i due una proficua collaborazione malavitosa che li porterà a lavorare per Ricardo Diaz, ricco e potente signore della droga colombiano di Vice City, irascibile ed estremamente pericoloso.
Il colonnello Cortez, grazie all'aiuto di Tommy, progetta di fuggire con il suo costoso yacht perché assediato dalla polizia federale francese, a cui ha rubato una microtecnologia militare. Prima di partire rivela a Tommy che le sue ricerche circa il responsabile dello sfortunato accaduto portano tutte a Ricardo Diaz. Tommy e Lance continuano dunque a lavorare per Diaz, attendendo il momento giusto per prendersi la loro vendetta.
Lance, mentalmente provato dalla scomparsa del fratello, cerca di fare breccia da solo tra le file dell'esercito di Diaz, ma viene catturato dallo stesso e imprigionato alla discarica cittadina per essere interrogato. Ancora una volta l'utile soffiata di Paul porta Tommy a conoscenza dell'accaduto. In una corsa rocambolesca, facendosi strada a colpi di piombo tra gli uomini di Diaz, riesce a salvare il compagno Lance. Dapprima lo ammonisce per aver fatto tutto di testa sua, poi i due si decidono al grande passo: far crollare l'impero di Diaz.
Dopo una lunga sparatoria penetrano nella villa del boss e lo uccidono ereditando di diritto tutto il suo impero monetario in crescita. L'ascesa al potere è iniziata ma Sonny, ancora padrino di Tommy, non ne resta certo ignaro. Pretende una fetta dei guadagni, nonché tutti i soldi e la droga persi nello scambio.
Aiutato da Avery Carrington, Tommy comincia ad acquistare proprietà e aziende: il lussuoso Malibù Club, la rimessa per taxi Kaufman Cabs, una vecchia tipografia dove stampare banconote false, un cantiere navale, una fabbrica di gelati che fa da facciata per la distribuzione di droga, il concessionario Sunshine Autos, il club di lap dance Pole Position e lo studio cinematografico di Vice City, l'Interglobal Films. L'impero criminale di Vercetti, Vance e Rosenberg cresce a dismisura.
Attraverso i contatti di Teal, Tommy inizia a lavorare per Umberto Robina, boss della malavita cubana fifone e allupato. È lui la chiave per ottenere il rispetto delle gang locali, al costo di farsi nemica la gang Haitiana, capeggiata dall'attempata "Zia Poulet" per la quale, però, si trova a lavorare sotto l'effetto traditore di una potente droga. Organizzata una rapina in banca conosce Phil Cassidy, ex-marine in Vietnam, cocainomane e produttore di una sostanza alcolica particolarmente allucinogena, chiamata Boomshine. È lui il principale contatto a fornirgli potenza di fuoco. Tra gli altri personaggi di cui fa conoscenza si notano poi Steve Scott, strambo regista di film hard, Candy Suxxx, pornostar siliconata, e Mercedes, figlia del Colonnello Cortez, che diventerà sua intima amica.
Col passare del tempo, il rapporto di amicizia tra Tommy, violento e determinato, e Lance, disilluso e lascivo, si deteriora. Lance si sente, col tempo, non abbastanza apprezzato per l'aiuto dato a Tommy. I due restano in affari, ma Sonny non può attendere oltre; il suo arrivo di persona a Vice City è imminente. L'incontro avviene nel cuore dell'impero di Vercetti, la lussuosa villa appartenuta a Diaz. L'incontro avviene tra Tommy, Rosenberg, Lance e Sonny, che pretende di diritto la sua fetta nelle attività del suo soldato.
Cosciente dell'enorme pericolo e della forza di cui dispone la famiglia Forelli, Tommy vuol cercare di accomodare tutti per evitare guerre. Decide quindi di effettuare il pagamento con venti milioni di dollari falsi e pensando ad un'eventuale collaborazione esterna. L'incontro avviene come previsto, ma la crudele verità viene a galla: Lance ha ceduto a Sonny e alla famiglia Forelli tutte le attività conquistate pugnalando alle spalle il suo compagno che ora è di nuovo solo. Il piano del denaro falso, già scoperto a priori da Sonny per mezzo di Lance, viene meno e si passa al violento scontro a fuoco in cui Tommy riuscirà ad uccidere l'amico che lo ha tradito e il suo ex boss che, poco prima, gli aveva rivelato tutta la verità sui quindici anni di reclusione e sul falso omicidio commissionato.
L'epilogo si svolge sulle scale della lussuosa villa, con Tommy e Rosenberg, l'unico compagno che, effettivamente, gli è stato in ogni momento fedele. Qui Tommy sancisce l'inizio di una nuova collaborazione fra i due, affermando di aver "distrutto il Nord per far spazio al Sud".

## Modalità di gioco

Schermata dell'edizione Windows.

Il gioco fece grandi passi avanti nella profondità e nella complessità rispetto al precedente Grand Theft Auto III pur mantenendo sostanzialmente la stessa forma del suo predecessore. Inoltre, rispetto al capitolo precedente, il motore grafico risultava più scattante, leggero e stabile. La longevità e la totale immersione di GTA:VC è ancora una delle caratteristiche più apprezzate del franchise Rockstar.
La Rockstar Games apportò diverse migliorie, alcune delle quali riguardavano il sandbox tipico della serie, ovvero ciò che il gioco mette a disposizione in larga varietà. A differenza del capitolo precedente, il protagonista non è muto. Già in GTA 3 era possibile rubare macchine, camion, furgoni e barche; GTA:VC rivoluziona il franchise aggiungendo alla lista le due ruote: moto da cross, moto sportive, chopper, e Scooter (Vespa), chiamato "Faggio" (evidente riferimento alla Piaggio), con cui venne introdotta la possibilità di impennare e fare altre acrobazie. Da considerare l'aggiunta poi dei velivoli quali elicotteri e idrovolanti e delle imbarcazioni, dalle più lente come barche a vela e gommoni, alle più veloci, come i motoscafi e persino le macchine radiocomandate. 
Nel gioco sono presenti numerosi capi d'abbigliamento oltre al classico look con jeans e camicia hawaiana. I cambi di abbigliamento sono disponibili solo in alcuni punti ben precisi del gioco, e alcuni sono sbloccabili solo superando alcune missioni.
Il gioco è pieno di minigiochi e missioni, o lavori, secondari: tassista, autista d'ambulanza, vigilante, pompiere, fattorino per le pizzerie, violenza ed altro ancora. Tornano, come nei precedenti capitoli, i cosiddetti "collezionabili": pacchetti speciali che regalano bonus sempre disponibili nei principali luoghi di salvataggio. Viene dato spazio anche all'aspetto ludico riguardante le corse in auto con l'aggiunta delle gare clandestine e delle piste da motocross, nonché dei veri e propri "destruction derby" in uno stadio apposito.
Altra particolarità è la conquista della città, con l'acquisto di diverse proprietà che offrono opportunità, introiti giornalieri e missioni differenti. Interessante notare come GTA:VC si fondi sul tema portante del bisogno monetario. Impossibile completare il gioco senza un budget cospicuo: dovendo acquistare proprietà e quindi fare degli investimenti entra in gioco una naturale, nonché malvivente, "imprenditoria". Particolarità unica, che non è stata più riproposta con decisione nei titoli successivi Rockstar.
È stata particolarmente curata la colonna sonora, composta dai maggiori successi anni ottanta, di tutti i generi. Si potrebbe qui citare Billie Jean di Michael Jackson, compendio nell'immaginario musicale pop degli anni ottanta, oppure Video killed the radio star dei Buggles o Africa dei Toto.
Il doppiaggio è tra i più curati e d'eccezione della saga. Hanno partecipato attori famosi tra cui Ray Liotta nella parte di Tommy Vercetti, Philip Michael Thomas nella parte di Lance Vance, Burt Reynolds nella parte di Avery Carrington, Dennis Hopper nella parte di Steve Scott, Danny Trejo nella parte di Umberto Robina e Jenna Jameson nella parte di Candy Suxxx.

### Veicoli
All'interno di GTA:VC sono presenti circa 100 veicoli divisi tra auto, moto, camion, elicotteri ed aerei. Molti sono ispirati, naturalmente, a veicoli realmente esistenti, sebbene con nomi diversi. Naturalmente le auto sono disegnate e correlate all'immaginario comune degli anni ottanta. Di seguito alcuni esempi caratteristici.
- BF a Iniezione: ricorda una Dune buggy con un design simile alla Meyers Manx. Mezzo ampiamente utilizzato in spiaggia, infatti è proprio lì che è possibile trovarlo nel gioco.
- Blista Compact: ricorda una Honda CRX ed una Audi Quattro. Autovettura ampiamente utilizzata negli anni 80, è l'auto più compatta e più sportiva del gioco.
- Cheetah: ispirata alla Ferrari Testarossa, la cui versione bianca è un ovvio omaggio alla Testarossa guidata da Tubbs e Crockett in Miami Vice.
- Infernus: suggerita da una Lamborghini Countach.
- Gang Burrito: furgone molto simile a un GMC Vandura, famoso per essere stato utilizzato nella serie TV A-Team.
- Faggio: ricorda una Vespa.
- Squalo II: basato su un motoscafo Chris-Craft Stinger 390x, mezzo ampiamente utilizzato sempre in Miami Vice.
- Deluxo: ricorda una DeLorean DMC-12. È un chiaro omaggio a Ritorno al Futuro, trilogia filmica testimone di quel periodo.
- Phoenix: molto simile ad una Pontiac Firebird Trans-Am MY 1982, ricorda la famosa KITT di Supercar, specialmente dal radiatore rosso sul cofano, nonché dal design della vettura.
- Angel: ricorda una Harley-Davidson.

### Radio
All'interno di Grand Theft Auto: Vice City è possibile ascoltare nove diverse stazioni radio, ognuna con una differente caratterizzazione (stile di musica o DJ). Tutte le canzoni sono degli anni ottanta e suddivise per generi, in base alla stazione radio. Di seguito, in ordine di frequenza:
- WildStyle: hip hop classico, electro.
- Flash FM: pop.
- K-Chat: radiochat, interviste.
- Fever 105: soul, disco, R&B.
- V-Rock: rock, hair metal, heavy metal.
- VCPR: talk show politico.
- Radio Espantoso: musica latina, salsa.
- Emotion 98.3: power ballad.
- Wave 103: new Wave, synthpop.
- Riproduttore MP3: riproduce i file .mp3 presenti nella cartella "mp3"

## Ispirazioni e riferimenti culturali
Grand Theft Auto: Vice City è il gioco del franchise Rockstar con più riferimenti culturali in assoluto. La maggior parte di essi provengono da tutto quello che ha caratterizzato e segnato gli anni 80 nella cultura pop: serie tv, film, musica ed eventi.
Vale la pena citare la chiave di lettura di GTA: Vice City che, anche per quanto riguarda l'omonimia e la vicinanza estetica (Vice City è ispirata alla città di Miami), prende spunto dalla serie televisiva di successo Miami Vice che venne trasmessa negli Stati Uniti dal 1984 al 1989, esattamente gli anni in cui si svolge la vicenda di gioco. "Vice City" sfrutta, in termini, la chiave del successo di questa serie TV riuscendo a combinare glamour estroso, scenari pulp e musica di grande impatto.
Rico Tubbs, co-protagonista della serie, è interpretato da Philip Michael Thomas che nel gioco dà la sua voce a Lance Vance. Molti sono i richiami alla serie, ad esempio il motoscafo Squalo è uguale alla barca superveloce di Sonny, e il brano strumentale Crockett's theme di Jan Hammer è presente nella radio Emotion 98.3.
Diversi easter egg e citazioni sono tratti dai film di Brian De Palma Scarface (1983) e Carlito's Way (1993).

## Versioni alternative

### Xbox
La versione sviluppata per la console della Microsoft presenta alcuni "arricchimenti" e livelli di dettaglio e texture superiori rispetto alle controparti PC e PlayStation 2, questo è facilmente individuabile nella resa grafica dei cerchioni, degli interni delle auto e nei riflessi delle carrozzerie. Ciò è dovuto al fatto che la versione per Xbox è stata sviluppata un anno dopo rispetto alle versioni PC e PS2.
L'automobile "Comet", in questa versione, è uguale come carrozzeria a quella presente in Grand Theft Auto: San Andreas, ciò è dovuto al fatto che la versione per Xbox è stata sviluppata quando lo sviluppo di GTA San Andreas era già in fase avanzata.
Giocando a GTA Vice City su Xbox 360 ci si rende conto di un evidente calo nel framerate aggiunti a fenomeni di freeze, questi difetti sono imputabili all'emulazione software che non riesce a eseguire il gioco in modo ottimale a causa dei driver grafici della scheda grafica NVIDIA della Xbox emulati dalla scheda grafica ATI della Xbox 360.

### iOS e Android
Il 26 ottobre 2012, Rockstar Games ha annunciato che per celebrare il decimo anniversario del gioco, è stata pubblicata una versione per dispositivi iOS e Android resa disponibile dal 6 dicembre 2012 su Google Play e App Store in tutto il mondo. Questa versione, sviluppata da War Drum Studios, presenta alcuni "arricchimenti" e livelli di dettaglio e texture superiori rispetto alle controparti PC e PS2, questo è facilmente individuabile nella resa grafica dei cerchioni, interni delle auto e nei riflessi delle carrozzerie. Nonostante le migliorie tecniche apportate a questa versione, la profondità di campo e il caricamento di oggetti in lontananza sono stati ridotti.

## Prequel
Nel 2006 è uscito per PlayStation Portable e PlayStation 2, Grand Theft Auto: Vice City Stories, ambientato due anni prima degli eventi di Vice City, nel 1984. Qui il giocatore si trova nei panni di Victor "Vic" Vance, il fratello di Lance Vance.